# Verbascum adenocarpum
Verbascum adenocarpum är en flenörtsväxtart som beskrevs av Hub.-mor.. Verbascum adenocarpum ingår i släktet kungsljus, och familjen flenörtsväxter. Inga underarter finns listade i Catalogue of Life.